# Lionsgate Premiere
Lionsgate Premiere là một chi nhánh chuyên môn điện ảnh của công ty giải trí Lionsgate. Công ty sẽ chịu trách nhiệm sản xuất các phim điện ảnh thông qua các rạp chiếu và qua thị trường video theo yêu cầu cũng như những dịch vụ streaming trực tuyến.

## Bối cảnh
Ngày 1 tháng 4 năm 2015, Lionsgate công bố họ đã thành lập mộtchi nhánh chuyên môn nhằm sản xuất các phim điện ảnh thông qua các rạp chiếu và qua thị trường video theo yêu cầu cũng như những dịch vụ và thiết bị streaming trực tuyến. Việc tiếp thị cho hãng phim mới sẽ được dẫn dắt bởi Phó Giám đốc mảng tiếp thị và nghiên cứu của Lionsgate, Jean McDowell. Nhân viên tiếp thị Tim Palen của Lionsgate sẽ giúp đỡ trong việc nâng cao hiệu ứng quảng bá. Giám đốc kinh doanh Adam Sorensen sẽ đảm nhiệm việc phân phối sản phẩm của Lionsgate Premiere. Cùng tháng đó, một vài phim điện ảnh của Grindstone Entertainment Group sẽ được phát hành dưới tên Lionsgate Premiere. Chi nhánh ngoài ra cũng lựa chọn một vài phim điện ảnh của CBS Films, một đối tác phân phối với công ty mẹ Lionsgate, để phát hành, trong đó phim điện ảnh đầu tiên là Get a Job.

## Danh sách phim
| Ngày phát hành       | Tựa đề                  | Ghi chú                 | Nguồn         |
| -------------------- | ----------------------- | ----------------------- | ------------- |
| 21 tháng 8 năm 2015  | Cô nàng ngớ ngẩn        |                         | [ 5 ]         |
| 4 tháng 9 năm 2015   | Kiếm Rồng               |                         | [ 6 ]         |
| 18 tháng 9 năm 2015  | Cooties                 |                         | [ 7 ]         |
| 9 tháng 10 năm 2015  | Knock Knock             |                         | [ 8 ]         |
| 13 tháng 11 năm 2015 | Băng cướp sòng bạc      |                         | [ 9 ]         |
| 11 tháng 12 năm 2015 | Don Verdean             |                         | [ 10 ]        |
| 18 tháng 12 năm 2015 | Lật tẩy                 |                         | [ 11 ]        |
| 22 tháng 1 năm 2016  | Vạch trần               |                         | [ 12 ]        |
| 5 tháng 2 năm 2016   | Misconduct              |                         | [ 13 ]        |
| 25 tháng 3 năm 2016  | Get a Job               |                         |               |
| 22 tháng 4 năm 2016  | Phi vụ đá quý           |                         | [ 14 ]        |
| 13 tháng 5 năm 2016  | Under the Gun           | Đồng phân phối với Epix | [ 15 ] [ 16 ] |
| 20 tháng 5 năm 2016  | Bóng đêm tội lỗi        |                         | [ 17 ]        |
| 3 tháng 6 năm 2016   | Urge                    |                         | [ 18 ]        |
| 24 tháng 6 năm 2016  | The Duel                |                         | [ 19 ]        |
| 1 tháng 7 năm 2016   | Kẻ săn mồi              |                         | [ 20 ]        |
| 12 tháng 8 năm 2016  | Joshy                   | Đồng phân phối với Hulu | [ 21 ]        |
| 12 tháng 8 năm 2016  | Bố già sát thủ          |                         | [ 22 ]        |
| 19 tháng 8 năm 2016  | Imperium                |                         | [ 23 ]        |
| 16 tháng 9 năm 2016  | Operation Avalanche     |                         | [ 24 ]        |
| 7 tháng 10 năm 2016  | The Great Gilly Hopkins |                         | [ 25 ]        |
| 21 tháng 10 năm 2016 | Đằng sau sự thật        |                         | [ 26 ]        |
| 18 tháng 11 năm 2016 | Life on the Line        |                         |               |
| 2 tháng 12 năm 2016  | Man Down                |                         | [ 27 ]        |
| 16 tháng 12 năm 2016 | Solace                  |                         | [ 28 ]        |
| 6 tháng 1 năm 2017   | Phi vụ tống tiền        |                         |               |
| 7 tháng 4 năm 2017   | Sau thảm họa            |                         | [ 29 ] [ 30 ] |
| 26 tháng 5 năm 2017  | Giăng bẫy               |                         |               |
| 30 tháng 6 năm 2017  | Ác phụ                  |                         |               |
| 21 tháng 7 năm 2017  | Đòn quyết định          |                         |               |
| 1 tháng 9 năm 2017   | Điệp vụ phản gián       |                         |               |
| 8 tháng 9 năm 2017   | Rememory                |                         |               |
| 17 tháng 11 năm 2017 | Cook-Off!               |                         |               |
| 12 tháng 1 năm 2018  | Cú đảo ngoạn mục        |                         |               |
| 6 tháng 4 năm 2018   | Spinning Man            |                         | [ 31 ]        |
| 25 tháng 5 năm 2018  | Future World            |                         | [ 32 ]        |
| 6 tháng 7 năm 2018   | Quả tim thép            |                         |               |
| 31 tháng 8 năm 2018  | Sói đơn độc             |                         |               |